# Código de color

Carta de códigos de color de 25 pares utilizada en determinados tipos de cableado

Un código de color es un sistema de codificación y representación de información no cromática mediante colores para facilitar la comunicación. Esta información suele ser categórica (representa categorías no ordenadas o cualitativas), aunque también puede ser secuencial (representa una variable ordenada/cuantitativa).

## Historia
Los primeros ejemplos de uso de códigos de colores se remontan a la comunicación a larga distancia mediante banderas, como en la comunicación por semáforo. El Reino Unido adoptó un sistema de códigos de colores para este tipo de comunicación en el que el rojo significaba peligro y el blanco seguridad, y otros colores tenían asignaciones de significado similares.
A medida que avanzaban la química y otras tecnologías, se hizo conveniente utilizar la coloración como señal para distinguir cosas que, de otro modo, serían confusamente similares, como el cableado de los aparatos eléctricos y electrónicos y las pastillas farmacéuticas.

## Variable codificada
Un código de color codifica una variable, que puede tener diferentes representaciones, donde el tipo de código de color debe coincidir con el tipo de variable:
- Variable categórica: la variable puede representar valores discretos de datos cualitativos no ordenados (por ejemplo, la raza).
- Variables binarias: suelen tratarse como variables categóricas (por ejemplo, el sexo).
- Variable cuantitativa: la variable representa datos cuantitativos ordenados (por ejemplo, la edad).
  - Los datos cuantitativos discretos (por ejemplo, las 6 caras de un dado: 1,2,3,4,5,6) se tratan a veces como una variable categórica, a pesar de su naturaleza ordenada.

## Tipos
Los tipos de código de color son:
- Categóricos: los colores no están ordenados, pero se eligen para maximizar la saliencia de los colores, maximizando la diferencia de color entre todas las permutaciones de pares de colores.
- Continuo: los colores están ordenados y forman un gradiente de color suave.
- Discretos: sólo se utiliza un subconjunto de un código de color continuo (aún ordenado), en el que cada uno se distingue de los demás.

### Categórica
Cuando el color es el único atributo variado, el código de color es unidimensional. Cuando varían otros atributos (por ejemplo, la forma o el tamaño), el código es multidimensional, y las dimensiones pueden ser independientes (cada una de ellas codifica variables distintas) o redundantes (codifican la misma variable). La redundancia parcial considera que una variable es un subconjunto de otra. Por ejemplo, los palos de naipes son multidimensionales con color (negro, rojo) y forma (palo, diamante, corazón, pica), que son parcialmente redundantes ya que los palos y las picas son siempre negros y los diamantes y corazones son siempre rojos. Las tareas que utilizan códigos de color categóricos pueden clasificarse como tareas de identificación, en las que se muestra un único estímulo y debe identificarse (connotativa o denotativamente), frente a tareas de búsqueda, en las que debe encontrarse un estímulo de color dentro de un campo de estímulos heterogéneos.El rendimiento en estas tareas se mide por la velocidad y/o la precisión.
El esquema de color ideal para un código de color categórico depende de si es más importante la velocidad o la precisión. A pesar de que los humanos son capaces de distinguir 150 colores distintos a lo largo de la dimensión del tono durante una tarea comparativa, las pruebas apoyan que los esquemas de color en los que los colores difieren sólo por el tono (igual luminosidad y colorido) deberían tener un máximo de 8 categorías con un espaciado de estímulos optimizado a lo largo de la dimensión del tono, aunque esto no sería accesible para daltónicos. La IALA (International Association of Marine Aids to Navigation and Lighthouse Authorities) recomienda códigos de color categóricos en 7 colores: rojo, naranja, amarillo, verde, azul, blanco y negro. Añadir una codificación redundante de luminosidad y colorido añade información y aumenta la velocidad y la precisión de las tareas de descodificación del color. Los códigos de color son superiores a otros (codificación con letras, forma, tamaño, etc.) en determinados tipos de tareas. Añadir el color como atributo redundante a una codificación numérica o de letras en tareas de búsqueda disminuyó el tiempo en un 50-75%,: Fig9 pero en tareas de identificación unidimensional, utilizar códigos alfanuméricos o de inclinación de línea provocó menos errores que los códigos de color: 19 
Varios estudios demuestran una preferencia subjetiva por los códigos de colores frente a los códigos acromáticos (por ejemplo, formas), incluso en estudios en los que la codificación por colores no aumentó el rendimiento frente a la codificación acromática: 18 Los sujetos informaron de que las tareas eran menos monótonas y provocaban menos cansancio y fatiga ocular: 18 
La capacidad de discriminar las diferencias de color disminuye rápidamente a medida que el ángulo visual subtiende menos de 12' (0,2° o ~2 mm a una distancia de visión de 50 cm), por lo que se recomienda un estímulo de color de al menos 3 mm de diámetro o grosor cuando el color está en papel o en una pantalla. En condiciones normales, los fondos de color no afectan a la interpretación de los códigos de color, pero la iluminación cromática (y/o baja) del código de color de la superficie puede degradar el rendimiento.

## Crítica
Los códigos de color presentan algunos problemas potenciales. En formularios y señalización, el uso del color puede distraer del texto en blanco y negro.
A menudo, los códigos de color se diseñan sin tener en cuenta la accesibilidad de las personas daltónicas e invidentes, e incluso pueden ser inaccesibles para las personas con visión normal del color, ya que el uso de muchos colores para codificar muchas variables puede llevar al uso de colores confusamente similares. Sólo entre el 15% y el 40% de los daltónicos pueden nombrar correctamente códigos de color de superficie con 8-10 categorías de color, la mayoría de los cuales pasan la prueba como daltónicos leves. Este hallazgo utiliza una iluminación ideal; cuando se utiliza una iluminación más tenue, el rendimiento desciende bruscamente.

## Ejemplos
Los sistemas que incorporan el código de colores incluyen:
- En electricidad:
  - Código de color de 25 pares: cableado de telecomunicaciones
  - Conectores de audio
  - Conectores de vídeo
  - Fibras ópticas
  - Cableado eléctrico: fase de alimentación de CA, neutro y cables de tierra
  - Código de color electrónico: resistencia o código de color EIA (hoy – IEC 60062:2016 )
  - Cableado de par trenzado Ethernet: redes de área local
  - Cables de arranque utilizados para arrancar un vehículo
  - Conectores y puertos PC99
  - Puertos y cables de sonido envolvente
  - Energía eléctrica trifásica (cableado eléctrico)

- En los videojuegos:
  - Puntos de salud y magia
  - Para distinguir entre amigos y enemigos, por ejemplo en StarCraft, Halo o League of Legends
  - Para distinguir la rareza o calidad de objetos en juegos de aventuras y rol[9]

- En navegación:
  - Luz característica
  - Luz de navegación
  - Marca de mar
  - Semáforo

- Otras tecnologías:
  - En el punto de venta (especialmente para envases dentro de una enorme gama de productos: para diferenciar rápidamente variantes, marcas, categorías)
  - Gases envasados
  - Extintores
  - Recogida en acera
  - Marcado de tuberías
  - Código del año de nacimiento de la abeja reina
  - Localización de servicios subterráneos
  - Los códigos de emergencia de los hospitales suelen incorporar colores (como el muy extendido "Código Azul" que indica un paro cardiorrespiratorio)

- En uso militar:
  - Sistema de alerta de seguridad nacional
  - Proyectiles de artillería y otras municiones, codificados por colores según su contenido pirotécnico
  - Lista de códigos arco iris
  - Símbolos militares de la OTAN para sistemas terrestres
  - Herbicidas Arco Iris

- En funciones sociales:
  - Piratería de sombrero negro, sombrero blanco, sombrero gris
  - Trabajador de cuello azul, trabajador de cuello blanco, trabajador de cuello rosa, trabajador de cuello gris, trabajador de cuello verde
  - Código del pañuelo
  - ISO 22324, Directrices para alertas codificadas por colores en avisos públicos
  - Código de colores de Cooper de la mentalidad de combate
  - Rango en Judo
  - Colores de las cintas (Lazos solidarios)

- En religión:
  - Vestimentas clericales, frontales y colgaduras de altar en las iglesias cristianas